# Distretto di Panjab
Il distretto di Panjab è un distretto dell'Afghanistan che trova nella regione centrale della Provincia di Bamiyan. Il distretto ha al suo interno cinque valli che si incontrano al suo centro. La popolazione è prevalentemente Hazara.
La capitale è la città di Panjab, situata a quota 2.700 m s.l.m. (la più elevata della Provincia), a 298 chilometri da Kabul (tuttavia, soprattutto durante l'inverno, viaggiare risulta difficile), raggiungibile in 14 ore.
Due partiti opposti, Pazdar e Hezb-E-Wahdat, dominano e si sono divisi il distretto (in precedenza avevano combattuto tra loro.